# Pheidole ridicula
Pheidole ridicula är en myrart som beskrevs av Wheeler 1916. Pheidole ridicula ingår i släktet Pheidole och familjen myror. Inga underarter finns listade i Catalogue of Life.